# Wodanstraat
De Wodanstraat is een straat in Amsterdam-Zuid.
De amper vijftig meter lange straat kreeg zijn naam per raadsbesluit van 19 december 1929, een vernoeming naar de oppergod Wodan. De straat begint in het noorden als zijstraat van de Argonautenstraat en loopt zuidwaarts tot aan de Stadionkade, Zuider Amstelkanaal.
De oneven zijde bestaat uit slechts drie huisnummers (1, 3 en 9); huisnummers 1 en 3 waarin ook een elektrahuisje maken deel uit van rijksmonument Stadionkade 113 (scholencomplex). Dan volgt een nieuwer deel van het scholencomplex uit rond 1955. Huisnummer 9 is ontworpen door Arend Jan Westerman, ze sluit aan op een rijtje huizen aan de Stadionkade (114-116). De even zijde kent een nummering van 4 tot met 24 en bestaat alleen uit woningen. Architect Justus Hendrik Scheerboom was verantwoordelijk is voor 4-16 met uitkijk over de bij de school horende speelplaats en Commert de Geus voor 18-24. 
Ook Almere en Rotterdam kennen een Wodanstraat.

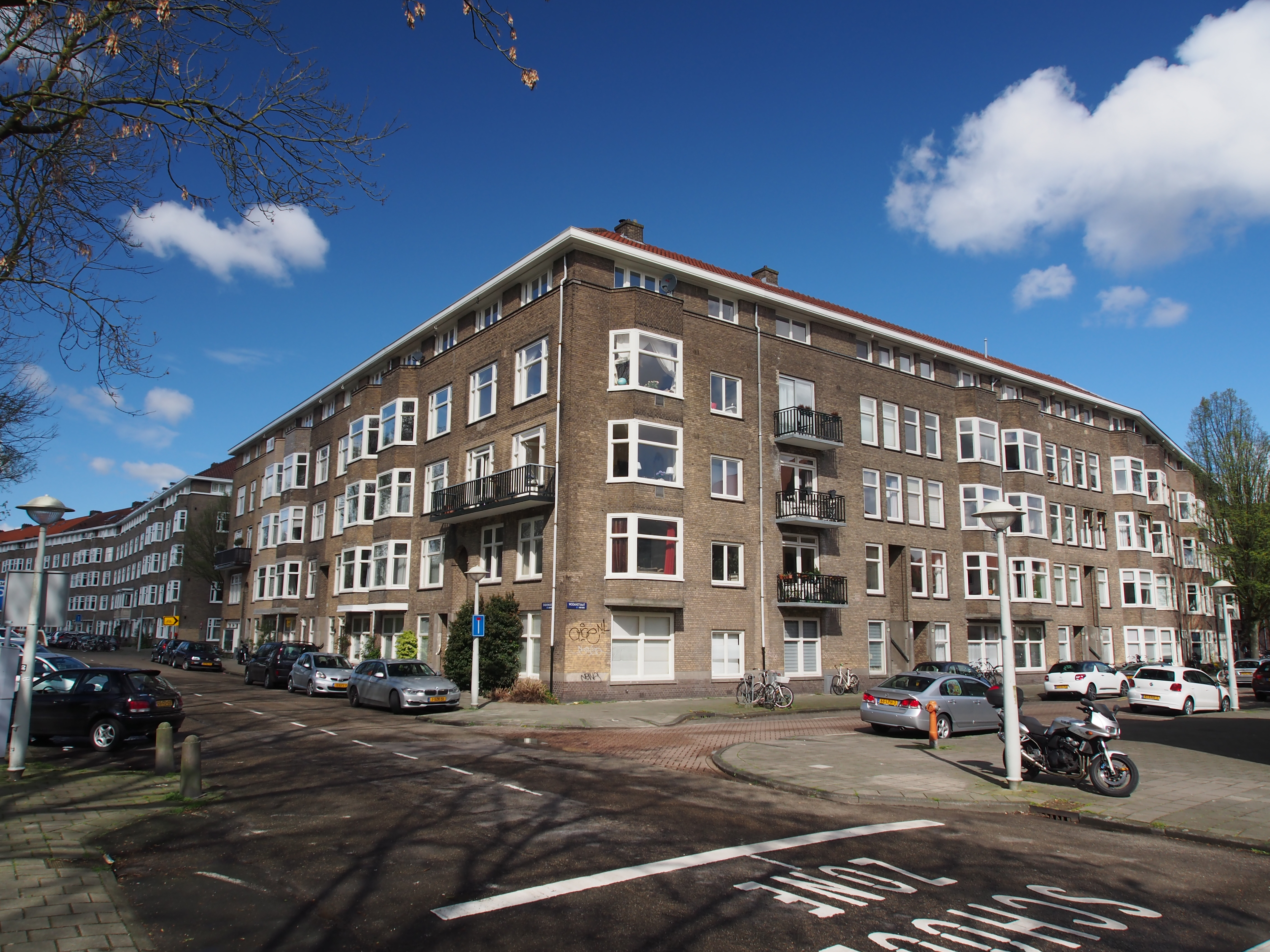
Links Stadionkade; rechts Wodanstraat 4-24 (augustus 2019)

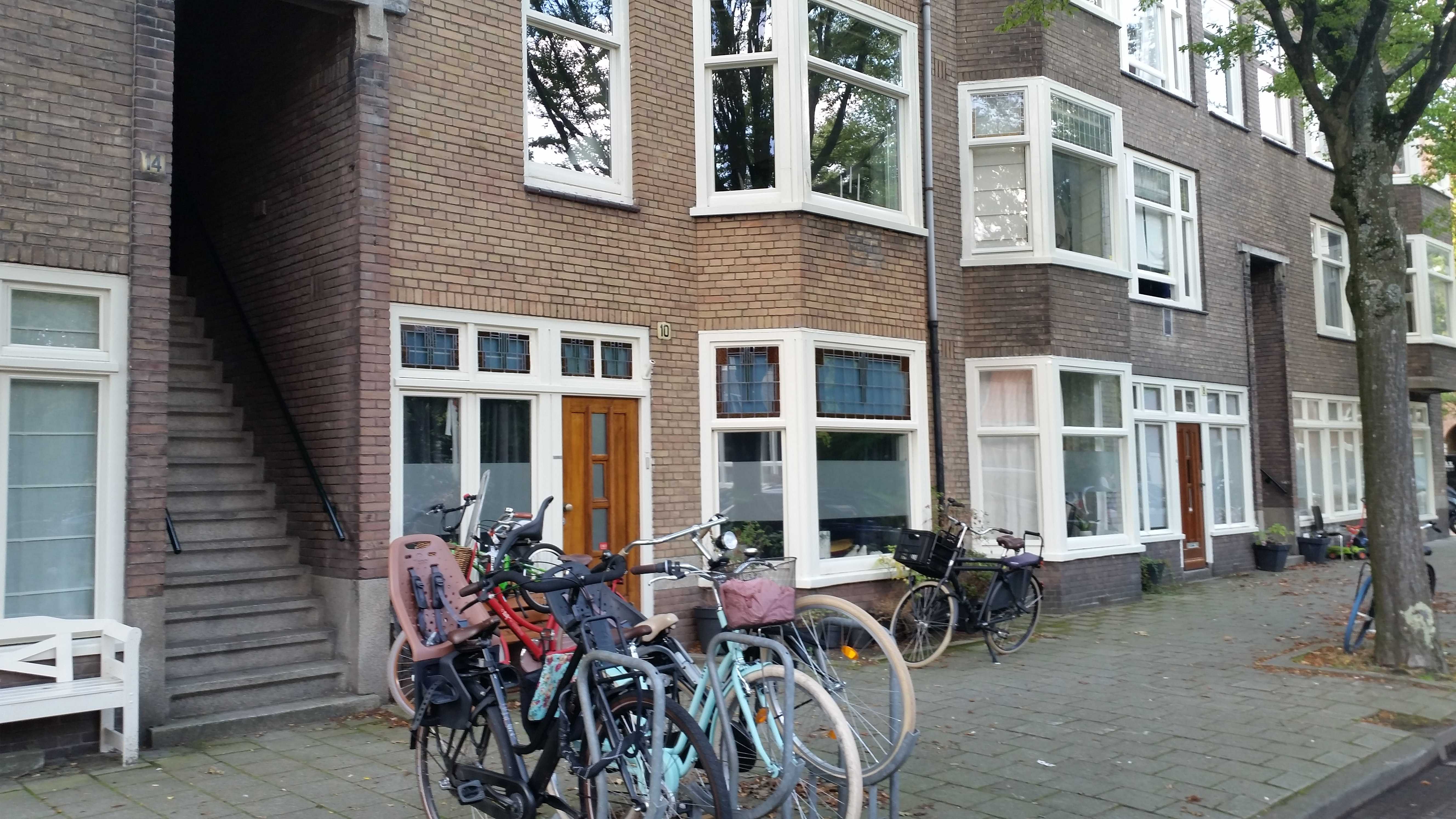
Wodanstraat 10 met glas-in-lood (augustus 2019)